# Campeonato Nacional 1985 (Argentina)
El Campeonato Nacional 1985, llamado Torneo Nacional 1985, fue el septuagésimo quinto de la era profesional y el último de este tipo que se jugó en la Primera División de Argentina de fútbol, ya que a partir de la siguiente temporada, con la reestructuración de los torneos, se produjo la participación orgánica de los equipos indirectamente afiliados. Comenzó el 17 de febrero y finalizó el 4 de septiembre, con un paréntesis entre el 14 de abril y el 9 de julio, y otro entre el 7 y el 28 de agosto, superponiéndose en sus etapas finales con el Campeonato de Primera División 1985-86, que se inició el 6 de julio del mismo año.
Participaron 32 equipos, 19 el torneo regular, 6 de las plazas fijas y 7 del Torneo Regional. La estructura del torneo tuvo un formato especial, convirtiéndolo en uno de los más complicados de la historia del fútbol argentino. La fase de grupos se disputó con los 32 participantes divididos en 8 zonas de 4 equipos cada una, mientras que en la fase eliminatoria se empleó, por única vez, la modalidad conocida como Doble K.O. o de doble eliminación.
Asociación Atlética Argentinos Juniors se consagró bicampeón al ganarle la final al Club Atlético Vélez Sarsfield, en un segundo partido, luego de que el primero se definiera a favor de este último equipo. Clasificó así a la Liguilla pre-Libertadores 1985-86, aunque fue reemplazado por el subcampeón, dado que se encontraba clasificado a la Copa Libertadores 1986, por ser el campeón de la edición anterior.

## Equipos participantes

### Del torneo regular
Los 19 equipos que estaban habilitados para jugar el siguiente Campeonato de Primera División 1985/86.
| Equipo             | Ciudad        | Estadio                       |
| ------------------ | ------------- | ----------------------------- |
| Argentinos Juniors | Buenos Aires  | Arquitecto Ricardo Etcheverri |
| Boca Juniors       | Buenos Aires  | Tomás Adolfo Ducó             |
| Chacarita Juniors  | Villa Maipú   | Chacarita Juniors             |
| Deportivo Español  | Buenos Aires  | España                        |
| Estudiantes        | La Plata      | Jorge Luis Hirschi            |
| Ferro Carril Oeste | Buenos Aires  | Arquitecto Ricardo Etcheverri |
| Gimnasia y Esgrima | La Plata      | Del Bosque                    |
| Huracán            | Buenos Aires  | Tomás Adolfo Ducó             |
| Independiente      | Avellaneda    | La Doble Visera               |
| Instituto          | Córdoba       | Juan Domingo Perón            |
| Newell's Old Boys  | Rosario       | El Coloso del Parque          |
| Platense           | Vicente López | Ciudad de Vicente López       |
| Racing             | Córdoba       | Miguel Sancho                 |
| River Plate        | Buenos Aires  | Monumental                    |
| San Lorenzo        | Buenos Aires  | Don León Kolbowsky            |
| Talleres           | Córdoba       | Córdoba                       |
| Temperley          | Turdera       | Alfredo Beranger              |
| Unión              | Santa Fe      | La Avenida                    |
| Vélez Sarsfield    | Buenos Aires  | José Amalfitani               |

### De las plazas fijas
Los 6 equipos del interior determinados por las ligas.
| Equipo             | Ciudad                | Estadio                                       |
| ------------------ | --------------------- | --------------------------------------------- |
| Altos Hornos Zapla | Palpalá               | Centro Siderúrgico                            |
| Círculo Deportivo  | Cte. Nicanor Otamendi | Mundialista de Mar del Plata Gral. San Martín |
| Estudiantes        | Río Cuarto            | Ciudad de Río Cuarto                          |
| Huracán Las Heras  | Las Heras             | Malvinas Argentinas                           |
| Juventud Antoniana | Salta                 | El Santuario                                  |
| San Martín         | San Miguel de Tucumán | La Ciudadela                                  |

### Del Torneo Regional
Los 7 equipos clasificados en la edición respectiva.
| Equipo                 | Ciudad      | Estadio                     |
| ---------------------- | ----------- | --------------------------- |
| Argentino              | Firmat      | Félix Oriola                |
| Belgrano               | Córdoba     | El Gigante de Alberdi       |
| Central Norte          | Salta       | Dr. Luis Güemes             |
| Cipolletti             | Cipolletti  | La Visera de Cemento        |
| Guaraní Antonio Franco | Posadas     | C. A. Fernández de Oliveira |
| Juventud Alianza       | Santa Lucía | Del Centenario              |
| Ramón Santamarina      | Tandil      | Municipal de Tandil         |

## Sistema de disputa
Primera fase: ocho zonas, sin interzonal, en dos ruedas todos contra todos, por acumulación de puntos.
Segunda fase: los dos primeros de cada grupo pasaron a la rueda de ganadores, los dos últimos a la de perdedores, con sistema de doble eliminación, en partidos de ida y vuelta en los primeros cruces, luego a un solo partido en cancha neutral.

## Fase de grupos o primera etapa
Los dos primeros de cada grupo avanzaron a la rueda de ganadores, los dos restantes pasaron a la de perdedores.

### Grupo A
| Pos. | Equipo            | Pts. | PJ | PG | PE | PP | GF | GC | Dif. |
| ---- | ----------------- | ---- | -- | -- | -- | -- | -- | -- | ---- |
| 1.º  | Estudiantes (LP)  | 9    | 6  | 4  | 1  | 1  | 12 | 4  | 8    |
| 2.º  | Ramón Santamarina | 5    | 6  | 2  | 1  | 3  | 5  | 6  | −1   |
| 3.º  | Racing (C)        | 5    | 6  | 2  | 1  | 3  | 5  | 8  | −3   |
| 4.º  | Platense          | 5    | 6  | 2  | 1  | 3  | 5  | 9  | −4   |

|  | Clasificó a la rueda de ganadores  |
|  | Clasificó a la rueda de perdedores |

### Grupo B
| Pos. | Equipo             | Pts. | PJ | PG | PE | PP | GF | GC | Dif. |
| ---- | ------------------ | ---- | -- | -- | -- | -- | -- | -- | ---- |
| 1.º  | Boca Juniors       | 8    | 6  | 3  | 2  | 1  | 13 | 6  | 7    |
| 2.º  | Estudiantes (RC)   | 7    | 6  | 3  | 1  | 2  | 12 | 12 | 0    |
| 3.º  | Temperley          | 5    | 6  | 2  | 1  | 3  | 8  | 11 | −3   |
| 4.º  | Altos Hornos Zapla | 4    | 6  | 2  | 0  | 4  | 5  | 9  | −4   |

|  | Clasificó a la rueda de ganadores  |
|  | Clasificó a la rueda de perdedores |

### Grupo C
| Pos. | Equipo                 | Pts. | PJ | PG | PE | PP | GF | GC | Dif. |
| ---- | ---------------------- | ---- | -- | -- | -- | -- | -- | -- | ---- |
| 1.º  | Independiente          | 7    | 6  | 3  | 1  | 2  | 11 | 6  | 5    |
| 2.º  | Talleres (C)           | 7    | 6  | 3  | 1  | 2  | 6  | 6  | 0    |
| 3.º  | Guaraní Antonio Franco | 7    | 6  | 3  | 1  | 2  | 6  | 8  | −2   |
| 4.º  | Huracán                | 3    | 6  | 0  | 3  | 3  | 7  | 10 | −3   |

|  | Clasificó a la rueda de ganadores  |
|  | Clasificó a la rueda de perdedores |

### Grupo D
| Pos. | Equipo                  | Pts. | PJ | PG | PE | PP | GF | GC | Dif. |
| ---- | ----------------------- | ---- | -- | -- | -- | -- | -- | -- | ---- |
| 1.º  | River Plate             | 10   | 6  | 4  | 2  | 0  | 10 | 4  | 6    |
| 2.º  | Unión (SF)              | 5    | 6  | 1  | 3  | 2  | 9  | 6  | 3    |
| 3.º  | Gimnasia y Esgrima (LP) | 5    | 6  | 1  | 3  | 2  | 4  | 10 | −6   |
| 4.º  | Cipolletti              | 4    | 6  | 0  | 4  | 2  | 5  | 8  | −3   |

|  | Clasificó a la rueda de ganadores  |
|  | Clasificó a la rueda de perdedores |

### Grupo E
| Pos. | Equipo            | Pts. | PJ | PG | PE | PP | GF | GC | Dif. |
| ---- | ----------------- | ---- | -- | -- | -- | -- | -- | -- | ---- |
| 1.º  | Newell's Old Boys | 8    | 6  | 2  | 4  | 0  | 9  | 6  | 3    |
| 2.º  | San Lorenzo       | 7    | 6  | 2  | 3  | 1  | 10 | 5  | 5    |
| 3.º  | Huracán Las Heras | 7    | 6  | 2  | 3  | 1  | 8  | 8  | 0    |
| 4.º  | Círculo Deportivo | 2    | 6  | 1  | 0  | 5  | 6  | 14 | −8   |

|  | Clasificó a la rueda de ganadores  |
|  | Clasificó a la rueda de perdedores |

### Grupo F
| Pos. | Equipo             | Pts. | PJ | PG | PE | PP | GF | GC | Dif. |
| ---- | ------------------ | ---- | -- | -- | -- | -- | -- | -- | ---- |
| 1.º  | Argentinos Juniors | 9    | 6  | 3  | 3  | 0  | 16 | 5  | 11   |
| 2.º  | Chacarita Juniors  | 7    | 6  | 3  | 1  | 2  | 11 | 6  | 5    |
| 3.º  | Central Norte (S)  | 5    | 6  | 1  | 3  | 2  | 4  | 14 | −10  |
| 4.º  | Belgrano           | 3    | 6  | 0  | 3  | 3  | 8  | 14 | −6   |

|  | Clasificó a la rueda de ganadores  |
|  | Clasificó a la rueda de perdedores |

### Grupo G
| Pos. | Equipo           | Pts. | PJ | PG | PE | PP | GF | GC | Dif. |
| ---- | ---------------- | ---- | -- | -- | -- | -- | -- | -- | ---- |
| 1.º  | San Martín (T)   | 8    | 6  | 3  | 2  | 1  | 12 | 4  | 8    |
| 2.º  | Vélez Sarsfield  | 8    | 6  | 3  | 2  | 1  | 11 | 6  | 5    |
| 3.º  | Argentino (F)    | 5    | 6  | 2  | 1  | 3  | 5  | 10 | −5   |
| 4.º  | Juventud Alianza | 3    | 6  | 1  | 1  | 4  | 4  | 12 | −8   |

|  | Clasificó a la rueda de ganadores  |
|  | Clasificó a la rueda de perdedores |

### Grupo H
| Pos. | Equipo             | Pts. | PJ | PG | PE | PP | GF | GC | Dif. |
| ---- | ------------------ | ---- | -- | -- | -- | -- | -- | -- | ---- |
| 1.º  | Ferro Carril Oeste | 9    | 6  | 4  | 1  | 1  | 8  | 2  | 6    |
| 2.º  | Deportivo Español  | 7    | 6  | 3  | 1  | 2  | 9  | 6  | 3    |
| 3.º  | Instituto          | 6    | 6  | 3  | 0  | 3  | 9  | 9  | 0    |
| 4.º  | Juventud Antoniana | 2    | 6  | 1  | 0  | 5  | 4  | 13 | −9   |

|  | Clasificó a la rueda de ganadores  |
|  | Clasificó a la rueda de perdedores |

## Segunda fase
Se dividió en dos ruedas: de ganadores y perdedores, separando a los equipos en base a su desempeño en la primera fase. 

### Rueda de ganadores
Los equipos que ganaron su llave en la rueda de ganadores avanzaron a la tercera fase de la misma rueda, mientras que los que perdieron su llave continuaron su participación en la tercera fase de la rueda de perdedores.
| Grupo A | Grupo A   | Grupo A           | Grupo A             | Grupo A     |
| Local | Resultado | Visitante         | Estadio             | Fecha       |
| --- | --------- | ----------------- | ------------------- | ----------- |
| Independiente                                                                                               | 3 - 1     | Ramón Santamarina | La Doble Visera     | 20 de marzo |
| Ramón Santamarina                                                                                           | 2 - 3     | Independiente     | Municipal de Tandil | 24 de marzo |
| Independiente avanzó a la tercera fase. Ramón Santamarina pasó a la tercera fase de la rueda de perdedores. |           |                   |                     |             |

| Grupo B                                                                                                   | Grupo B   | Grupo B          | Grupo B            | Grupo B     |
| Local | Resultado | Visitante        | Estadio            | Fecha       |
| --- | --------- | ---------------- | ------------------ | ----------- |
| Talleres (C)                                                                                              | 1 - 1     | Estudiantes (LP) | Córdoba            | 20 de marzo |
| Estudiantes (LP)                                                                                          | 3 - 1     | Talleres (C)     | Jorge Luis Hirschi | 24 de marzo |
| Estudiantes (LP) avanzó a la tercera fase. Talleres (C) pasó a la tercera fase de la rueda de perdedores. |           |                  |                    |             |

| Grupo C                                                                                                | Grupo C   | Grupo C           | Grupo C              | Grupo C     |
| Local                                                                                                  | Resultado | Visitante         | Estadio              | Fecha       |
| --- | --------- | ----------------- | -------------------- | ----------- |
| Newell's Old Boys                                                                                      | 0 - 0     | Chacarita Juniors | El Coloso del Parque | 20 de marzo |
| Chacarita Juniors                                                                                      | 1 - 2     | Newell's Old Boys | Villa Dálmine        | 24 de marzo |
| Newell's avanzó a la tercera fase. Chacarita Juniors pasó a la tercera fase de la rueda de perdedores. |           |                   |                      |             |

| Grupo D | Grupo D   | Grupo D            | Grupo D                       | Grupo D     |
| Local | Resultado | Visitante          | Estadio                       | Fecha       |
| --- | --------- | ------------------ | ----------------------------- | ----------- |
| San Lorenzo                                                                                                | 2 - 2     | Argentinos Juniors | José Amalfitani               | 20 de marzo |
| Argentinos Juniors                                                                                         | 1 - 0     | San Lorenzo        | Arquitecto Ricardo Etcheverri | 24 de marzo |
| Argentinos Juniors avanzó a la tercera fase. San Lorenzo pasó a la tercera fase de la rueda de perdedores. |           |                    |                               |             |

| Grupo E | Grupo E   | Grupo E          | Grupo E              | Grupo E     |
| Local | Resultado | Visitante        | Estadio              | Fecha       |
| --- | --------- | ---------------- | -------------------- | ----------- |
| San Martín (T)                                                                                              | 4 - 2     | Estudiantes (RC) | La Ciudadela         | 20 de marzo |
| Estudiantes (RC)                                                                                            | 0 - 0     | San Martín (T)   | Ciudad de Río Cuarto | 24 de marzo |
| San Martín (T) avanzó a la tercera fase. Estudiantes (RC) pasó a la tercera fase de la rueda de perdedores. |           |                  |                      |             |

| Grupo F                                                                                                  | Grupo F   | Grupo F         | Grupo F         | Grupo F     |
| Local | Resultado | Visitante       | Estadio         | Fecha       |
| --- | --------- | --------------- | --------------- | ----------- |
| Boca Juniors                                                                                             | 3 - 2     | Vélez Sarsfield | Monumental      | 20 de marzo |
| Vélez Sarsfield                                                                                          | 2 - 0     | Boca Juniors    | José Amalfitani | 24 de marzo |
| Vélez Sarsfield avanzó a la tercera fase. Boca Juniors pasó a la tercera fase de la rueda de perdedores. |           |                 |                 |             |

| Grupo G                                                                                              | Grupo G   | Grupo G            | Grupo G                       | Grupo G     |
| Local                                                                                                | Resultado | Visitante          | Estadio                       | Fecha       |
| --- | --------- | ------------------ | ----------------------------- | ----------- |
| Ferro Carril Oeste                                                                                   | 1 - 0     | Unión              | Arquitecto Ricardo Etcheverri | 20 de marzo |
| Unión                                                                                                | 1 - 2     | Ferro Carril Oeste | La Avenida                    | 24 de marzo |
| Ferro Carril Oeste avanzó a la tercera fase. Unión pasó a la tercera fase de la rueda de perdedores. |           |                    |                               |             |

| Grupo H                                                                                                   | Grupo H   | Grupo H           | Grupo H    | Grupo H     |
| Local | Resultado | Visitante         | Estadio    | Fecha       |
| --- | --------- | ----------------- | ---------- | ----------- |
| Deportivo Español                                                                                         | 2 - 1     | River Plate       | Atlanta    | 20 de marzo |
| River Plate                                                                                               | 5 - 0     | Deportivo Español | Monumental | 24 de marzo |
| River Plate avanzó a la tercera fase. Deportivo Español pasó a la tercera fase de la rueda de perdedores. |           |                   |            |             |

### Rueda de perdedores
Los equipos que ganaron su llave en la rueda de perdedores avanzaron a la tercera fase de la misma rueda, mientras que los que cayeron derrotados fueron eliminados del torneo.
| Grupo A                | Grupo A      | Grupo A                | Grupo A                 | Grupo A     |
| Local                  | Resultado    | Visitante              | Estadio                 | Fecha       |
| ---------------------- | ------------ | ---------------------- | ----------------------- | ----------- |
| Guaraní Antonio Franco | 0 - 0        | Platense               | Guaraní Antonio Franco  | 20 de marzo |
| Platense               | 1 - 0 (t.s.) | Guaraní Antonio Franco | Ciudad de Vicente López |             |

| Grupo B    | Grupo B      | Grupo B    | Grupo B           | Grupo B     |
| Local      | Resultado    | Visitante  | Estadio           | Fecha       |
| ---------- | ------------ | ---------- | ----------------- | ----------- |
| Huracán    | 2 - 1        | Racing (C) | Tomás Adolfo Ducó | 20 de marzo |
| Racing (C) | 1 - 1 (t.s.) | Huracán    | Racing (C)        | 24 de marzo |

| Grupo C           | Grupo C   | Grupo C           | Grupo C             | Grupo C     |
| Local             | Resultado | Visitante         | Estadio             | Fecha       |
| ----------------- | --------- | ----------------- | ------------------- | ----------- |
| Belgrano          | 2 - 1     | Huracán Las Heras | Gigante de Alberdi  | 20 de marzo |
| Huracán Las Heras | 3 - 1     | Belgrano          | Malvinas Argentinas | 24 de marzo |

| Grupo D           | Grupo D   | Grupo D           | Grupo D           | Grupo D     |
| Local             | Resultado | Visitante         | Estadio           | Fecha       |
| ----------------- | --------- | ----------------- | ----------------- | ----------- |
| Central Norte (S) | 0 - 0     | Círculo Deportivo | El Santuario      | 20 de marzo |
| Círculo Deportivo | 2 - 3     | Central Norte (S) | Mundialista (MdP) | 24 de marzo |

| Grupo E             | Grupo E   | Grupo E             | Grupo E             | Grupo E     |
| Local               | Resultado | Visitante           | Estadio             | Fecha       |
| ------------------- | --------- | ------------------- | ------------------- | ----------- |
| Altos Hornos Zapla  | 2 - 0     | Argentino de Firmat | Centro Siderúrgico  | 20 de marzo |
| Argentino de Firmat | 2 - 1     | Altos Hornos Zapla  | Argentino de Firmat | 24 de marzo |

| Grupo F          | Grupo F      | Grupo F          | Grupo F          | Grupo F     |
| Local            | Resultado    | Visitante        | Estadio          | Fecha       |
| ---------------- | ------------ | ---------------- | ---------------- | ----------- |
| Juventud Alianza | 4 - 3        | Temperley        | Del Centenario   | 20 de marzo |
| Temperley        | 4 - 1 (t.s.) | Juventud Alianza | Alfredo Beranger | 24 de marzo |

| Grupo G    | Grupo G   | Grupo G    | Grupo G              | Grupo G     |
| Local      | Resultado | Visitante  | Estadio              | Fecha       |
| ---------- | --------- | ---------- | -------------------- | ----------- |
| Cipolletti | 0 - 0     | Instituto  | La Visera de Cemento | 20 de marzo |
| Instituto  | 3 - 1     | Cipolletti | Presidente Perón     | 24 de marzo |

| Grupo H            | Grupo H   | Grupo H            | Grupo H      | Grupo H     |
| Local              | Resultado | Visitante          | Estadio      | Fecha       |
| ------------------ | --------- | ------------------ | ------------ | ----------- |
| Gimnasia (LP)      | 3 - 0     | Juventud Antoniana | Del Bosque   | 20 de marzo |
| Juventud Antoniana | 1 - 0     | Gimnasia (LP)      | El Santuario | 24 de marzo |

## Tercera fase
Se dividió en dos ruedas: de ganadores y perdedores provenientes de las fases anteriores. 

### Rueda de ganadores
Los equipos que ganaron su llave en la rueda de ganadores avanzaron a la cuarta fase de la misma rueda, mientras que los que perdieron su llave continuaron su participación en la cuarta fase de la rueda de perdedores.
| Grupo A | Grupo A   | Grupo A            | Grupo A         | Grupo A     |
| Equipo 1                                                                                                   | Resultado | Equipo 2           | Estadio         | Fecha       |
| --- | --------- | ------------------ | --------------- | ----------- |
| Independiente                                                                                              | 0 - 3     | Ferro Carril Oeste | José Amalfitani | 31 de marzo |
| Ferro Carril Oeste avanzó a la cuarta fase. Independiente pasó a la cuarta fase de la rueda de perdedores. |           |                    |                 |             |

| Grupo B                                                                                                | Grupo B   | Grupo B     | Grupo B         | Grupo B     |
| Equipo 1                                                                                               | Resultado | Equipo 2    | Estadio         | Fecha       |
| --- | --------- | ----------- | --------------- | ----------- |
| Estudiantes (LP)                                                                                       | 0 - 2     | River Plate | La Doble Visera | 31 de marzo |
| River Plate avanzó a la cuarta fase. Estudiantes (LP) pasó a la cuarta fase de la rueda de perdedores. |           |             |                 |             |

| Grupo C                                                                                            | Grupo C      | Grupo C         | Grupo C   | Grupo C     |
| Equipo 1                                                                                           | Resultado    | Equipo 2        | Estadio   | Fecha       |
| -------------------------------------------------------------------------------------------------- | ------------ | --------------- | --------- | ----------- |
| Newell's Old Boys                                                                                  | 1 - 2 (t.s.) | Vélez Sarsfield | Eva Perón | 31 de marzo |
| Vélez Sarsfield avanzó a la cuarta fase. Newell's pasó a la cuarta fase de la rueda de perdedores. |              |                 |           |             |

| Grupo D | Grupo D   | Grupo D            | Grupo D | Grupo D     |
| Equipo 1 | Resultado | Equipo 2           | Estadio | Fecha       |
| --- | --------- | ------------------ | ------- | ----------- |
| San Martín (T)                                                                                              | 0 - 2     | Argentinos Juniors | Córdoba | 30 de marzo |
| Argentinos Juniors avanzó a la cuarta fase. San Martín (T) pasó a la cuarta fase de la rueda de perdedores. |           |                    |         |             |

### Rueda de perdedores
Los equipos que ganaron su llave en la rueda de perdedores avanzaron a la cuarta fase de la misma rueda, mientras que los que cayeron derrotados fueron eliminados del torneo.
| Grupo A  | Grupo A   | Grupo A  | Grupo A                     | Grupo A    |
| Equipo 1 | Resultado | Equipo 2 | Estadio                     | Fecha      |
| -------- | --------- | -------- | --------------------------- | ---------- |
| Unión    | 3 - 0     | Platense | 12 de Octubre (San Nicolás) | 28 de mayo |

| Grupo B   | Grupo B   | Grupo B          | Grupo B                       | Grupo B     |
| Equipo 1  | Resultado | Equipo 2         | Estadio                       | Fecha       |
| --------- | --------- | ---------------- | ----------------------------- | ----------- |
| Temperley | 1 - 0     | Estudiantes (RC) | Arquitecto Ricardo Etcheverri | 30 de marzo |

| Grupo C   | Grupo C   | Grupo C      | Grupo C | Grupo C     |
| Equipo 1  | Resultado | Equipo 2     | Estadio | Fecha       |
| --------- | --------- | ------------ | ------- | ----------- |
| Instituto | 4 - 0     | Talleres (C) | Córdoba | 31 de marzo |

| Grupo D           | Grupo D   | Grupo D       | Grupo D         | Grupo D     |
| Equipo 1          | Resultado | Equipo 2      | Estadio         | Fecha       |
| ----------------- | --------- | ------------- | --------------- | ----------- |
| Deportivo Español | 2 - 0     | Gimnasia (LP) | La Doble Visera | 30 de marzo |

| Grupo E      | Grupo E   | Grupo E            | Grupo E           | Grupo E     |
| Equipo 1     | Resultado | Equipo 2           | Estadio           | Fecha       |
| ------------ | --------- | ------------------ | ----------------- | ----------- |
| Boca Juniors | 3 - 1     | Altos Hornos Zapla | Tomás Adolfo Ducó | 31 de marzo |

| Grupo F     | Grupo F        | Grupo F           | Grupo F              | Grupo F     |
| Equipo 1    | Resultado      | Equipo 2          | Estadio              | Fecha       |
| ----------- | -------------- | ----------------- | -------------------- | ----------- |
| San Lorenzo | 3 - 3 (3 - 2p) | Huracán Las Heras | Ciudad de Río Cuarto | 31 de marzo |

| Grupo G           | Grupo G        | Grupo G  | Grupo G | Grupo G     |
| Equipo 1          | Resultado      | Equipo 2 | Estadio | Fecha       |
| ----------------- | -------------- | -------- | ------- | ----------- |
| Chacarita Juniors | 0 - 0 (4 - 3p) | Huracán  | Atlanta | 31 de marzo |

| Grupo H           | Grupo H        | Grupo H           | Grupo H      | Grupo H     |
| Equipo 1          | Resultado      | Equipo 2          | Estadio      | Fecha       |
| ----------------- | -------------- | ----------------- | ------------ | ----------- |
| Central Norte (S) | 1 - 1 (4 - 2p) | Ramón Santamarina | El Santuario | 31 de marzo |

## Cuarta fase
Se dividió en dos ruedas: de ganadores y perdedores provenientes de las fases anteriores. 

### Rueda de ganadores
Los equipos que ganaron su llave en la rueda de ganadores avanzaron a la quinta fase de la misma rueda, mientras que los que perdieron su llave continuaron su participación en la quinta fase de la rueda de perdedores.
| Grupo A | Grupo A   | Grupo A     | Grupo A           | Grupo A     |
| Equipo 1 | Resultado | Equipo 2    | Estadio           | Fecha       |
| --- | --------- | ----------- | ----------------- | ----------- |
| Vélez Sarsfield | 3 - 0     | River Plate | Tomás Adolfo Ducó | 14 de abril |
| Vélez Sarsfield avanzó a la final de la rueda de ganadores. River Plate pasó a la quinta fase de la rueda de perdedores. |           |             |                   |             |

| Grupo B | Grupo B   | Grupo B            | Grupo B         | Grupo B    |
| Equipo 1 | Resultado | Equipo 2           | Estadio         | Fecha      |
| --- | --------- | ------------------ | --------------- | ---------- |
| Ferro Carril Oeste | 0 - 3     | Argentinos Juniors | José Amalfitani | 7 de abril |
| Argentinos Juniors avanzó a la final de la rueda de ganadores. Ferro Carril Oeste pasó a la quinta fase de la rueda de perdedores. |           |                    |                 |            |

### Rueda de perdedores
Los equipos que ganaron su llave en la rueda de perdedores avanzaron a la quinta fase de la misma rueda, mientras que los que cayeron derrotados fueron eliminados del torneo.
| Grupo A        | Grupo A        | Grupo A   | Grupo A      | Grupo A    |
| Equipo 1       | Resultado      | Equipo 2  | Estadio      | Fecha      |
| -------------- | -------------- | --------- | ------------ | ---------- |
| San Martín (T) | 0 - 0 (4 - 1p) | Instituto | La Ciudadela | 7 de abril |

| Grupo B           | Grupo B   | Grupo B   | Grupo B              | Grupo B    |
| Equipo 1          | Resultado | Equipo 2  | Estadio              | Fecha      |
| ----------------- | --------- | --------- | -------------------- | ---------- |
| Newell's Old Boys | 2 - 1     | Temperley | El Coloso del Parque | 7 de abril |

| Grupo C       | Grupo C   | Grupo C      | Grupo C         | Grupo C    |
| Equipo 1      | Resultado | Equipo 2     | Estadio         | Fecha      |
| ------------- | --------- | ------------ | --------------- | ---------- |
| Independiente | 1 - 0     | Boca Juniors | La Doble Visera | 7 de abril |

| Grupo D          | Grupo D        | Grupo D           | Grupo D            | Grupo D    |
| Equipo 1         | Resultado      | Equipo 2          | Estadio            | Fecha      |
| ---------------- | -------------- | ----------------- | ------------------ | ---------- |
| Estudiantes (LP) | 1 - 1 (6 - 5p) | Deportivo Español | Jorge Luis Hirschi | 7 de abril |

| Grupo E           | Grupo E        | Grupo E    | Grupo E            | Grupo E    |
| Equipo 1          | Resultado      | Equipo 2   | Estadio            | Fecha      |
| ----------------- | -------------- | ---------- | ------------------ | ---------- |
| Central Norte (S) | 0 - 0 (1 - 3p) | Unión (SF) | Altos Hornos Zapla | 7 de abril |

| Grupo F           | Grupo F      | Grupo F     | Grupo F                       | Grupo F    |
| Equipo 1          | Resultado    | Equipo 2    | Estadio                       | Fecha      |
| ----------------- | ------------ | ----------- | ----------------------------- | ---------- |
| Chacarita Juniors | 2 - 0 (t.s.) | San Lorenzo | Arquitecto Ricardo Etcheverri | 7 de abril |

## Quinta fase
Se dividió en dos ruedas: de ganadores y perdedores provenientes de las fases anteriores. 

### Rueda de ganadores
La quinta fase fue la etapa final de la rueda de ganadores. Argentinos Juniors ganó la llave y avanzó a la final del campeonato, mientras que Vélez continuó su participación en la final de la rueda de perdedores.
| Final de la rueda de ganadores                                                                            | Final de la rueda de ganadores | Final de la rueda de ganadores | Final de la rueda de ganadores | Final de la rueda de ganadores |
| Local | Resultado                      | Visitante                      | Estadio                        | Fecha                          |
| --- | ------------------------------ | ------------------------------ | ------------------------------ | ------------------------------ |
| Argentinos Juniors                                                                                        | 2 - 0                          | Vélez Sarsfield                | La Bombonera                   | 9 de julio                     |
| Vélez Sarsfield                                                                                           | 2 - 0 (2 - 4p)                 | Argentinos Juniors             | José Amalfitani                | 17 de julio                    |
| Argentinos Juniors ganó la rueda de ganadores. Vélez Sarsfield pasó a la final de la rueda de perdedores. |                                |                                |                                |                                |

### Rueda de perdedores
Los equipos que ganaron su llave en la rueda de perdedores avanzaron a la sexta fase de la misma rueda, mientras que los que cayeron derrotados fueron eliminados del torneo.
| Grupo A            | Grupo A        | Grupo A       | Grupo A                       | Grupo A     |
| Equipo 1           | Resultado      | Equipo 2      | Estadio                       | Fecha       |
| ------------------ | -------------- | ------------- | ----------------------------- | ----------- |
| Ferro Carril Oeste | 0 - 0 (2 - 4p) | Independiente | Arquitecto Ricardo Etcheverri | 10 de julio |

| Grupo B     | Grupo B   | Grupo B  | Grupo B    | Grupo B     |
| Equipo 1    | Resultado | Equipo 2 | Estadio    | Fecha       |
| ----------- | --------- | -------- | ---------- | ----------- |
| River Plate | 1 - 0     | Unión    | Monumental | 10 de julio |

| Grupo C          | Grupo C   | Grupo C        | Grupo C | Grupo C     |
| Equipo 1         | Resultado | Equipo 2       | Estadio | Fecha       |
| ---------------- | --------- | -------------- | ------- | ----------- |
| Estudiantes (LP) | 1 - 0     | San Martín (T) | Córdoba | 10 de julio |

| Grupo D           | Grupo D   | Grupo D           | Grupo D                | Grupo D     |
| Equipo 1          | Resultado | Equipo 2          | Estadio                | Fecha       |
| ----------------- | --------- | ----------------- | ---------------------- | ----------- |
| Newell's Old Boys | 1 - 0     | Chacarita Juniors | El Gigante de Arroyito | 10 de julio |

## Sexta fase

### Rueda de perdedores
Los equipos que ganaron su llave en la rueda de perdedores avanzaron a la séptima fase de la misma rueda, mientras que los que cayeron derrotados fueron eliminados del torneo.
| Partido 1   | Partido 1 | Partido 1        | Partido 1                     | Partido 1   |
| Equipo 1    | Resultado | Equipo 2         | Estadio                       | Fecha       |
| ----------- | --------- | ---------------- | ----------------------------- | ----------- |
| River Plate | 4 - 1     | Estudiantes (LP) | Arquitecto Ricardo Etcheverri | 17 de julio |

| Partido 2     | Partido 2 | Partido 2         | Partido 2                     | Partido 2   |
| Equipo 1      | Resultado | Equipo 2          | Estadio                       | Fecha       |
| ------------- | --------- | ----------------- | ----------------------------- | ----------- |
| Independiente | 0 - 2     | Newell's Old Boys | Arquitecto Ricardo Etcheverri | 24 de julio |

## Séptima fase

### Rueda de perdedores
El equipo ganador de la séptima fase de la rueda de perdedores avanzó a la fase final de la misma rueda, mientras que el derrotado fue eliminado del torneo.
| Partido     | Partido   | Partido           | Partido         | Partido     |
| Equipo 1    | Resultado | Equipo 2          | Estadio         | Fecha       |
| ----------- | --------- | ----------------- | --------------- | ----------- |
| River Plate | 2 - 0     | Newell's Old Boys | José Amalfitani | 31 de julio |

## Final de la rueda de perdedores
La disputaron Vélez Sarsfield, equipo que cayó en la final de la rueda de ganadores, frente a River Plate, proveniente de la séptima fase de la rueda de perdedores. Vélez ganó la final y avanzó a la final del campeonato, mientras que River Plate fue eliminando del torneo.
| Final de la rueda de perdedores                 | Final de la rueda de perdedores | Final de la rueda de perdedores | Final de la rueda de perdedores | Final de la rueda de perdedores |
| Equipo 1                                        | Resultado                       | Equipo 2                        | Estadio                         | Fecha                           |
| ----------------------------------------------- | ------------------------------- | ------------------------------- | ------------------------------- | ------------------------------- |
| Vélez Sarsfield                                 | 2 - 1                           | River Plate                     | Tomás Adolfo Ducó               | 7 de agosto                     |
| Vélez Sarsfield clasificó a la final del torneo |                                 |                                 |                                 |                                 |

## Final
La disputaron los ganadores de ambas ruedas, Argentinos Juniors, de la de ganadores, y Vélez Sarsfield, de la de perdedores. El sistema de doble eliminación implicaba que, si Vélez resultaba vencedor, Argentinos Juniors contaría con la posibilidad de disputar una revancha para mantener sus opciones en el certamen.
| Partido 1                                                 | Partido 1      | Partido 1       | Partido 1  | Partido 1    |
| Equipo 1                                                  | Resultado      | Equipo 2        | Estadio    | Fecha        |
| --------------------------------------------------------- | -------------- | --------------- | ---------- | ------------ |
| Argentinos Juniors                                        | 1 - 1 (3 - 4p) | Vélez Sarsfield | Monumental | 28 de agosto |
| Al ganar Vélez Sarsfield, fue necesario un nuevo partido. |                |                 |            |              |

| Partido 2                             | Partido 2 | Partido 2       | Partido 2  | Partido 2       |
| Equipo 1                              | Resultado | Equipo 2        | Estadio    | Fecha           |
| ------------------------------------- | --------- | --------------- | ---------- | --------------- |
| Argentinos Juniors                    | 2 - 1     | Vélez Sarsfield | Monumental | 4 de septiembre |
| Argentinos Juniors se coronó campeón. |           |                 |            |                 |

## Goleadores
| Jugador              | Jugador                   | Goles | Equipo             |
| -------------------- | ------------------------- | ----- | ------------------ |
| Bandera de Argentina | Jorge Comas               | 12    | Vélez Sarsfield    |
| Bandera de Argentina | Luis Amuchástegui         | 9     | River Plate        |
| Bandera de Argentina | Sergio Almirón            | 8     | Newell's Old Boys  |
| Bandera de Argentina | Humberto Daniel Gutiérrez | 8     | San Martín (T)     |
| Bandera de Argentina | Pedro Pasculli            | 8     | Argentinos Juniors |
| Bandera de Argentina | José Percudani            | 8     | Independiente      |